# Soziale Homophilie
Soziale Homophilie ist die Tendenz von Individuen, andere Menschen zu mögen und mit ihnen in Interaktion zu treten, wenn diese ihnen ähnlich sind. Die Ähnlichkeitsattraktion kann sich dabei auf diverse Kriterien wie Geschlecht, ethnische Herkunft, sozioökonomischen Status oder den Bildungsgrad beziehen. Alltagssprachlich kann das Phänomen mit dem Sinnspruch „Gleich und gleich gesellt sich gern“ zusammengefasst werden.

## Kategorisierung
Paul Felix Lazarsfeld und Robert K. Merton kategorisierten die Evaluationskriterien zur Erfassung von Homophilie in statusorientierte und werteorientierte Kriterien. Unter die statusorientierten Kriterien fallen eher augenscheinliche Faktoren wie Geschlecht, Alter, Ethnizität, Religiosität, Bildung und sozialer Status oder auftretendes Verhalten. Werteorientierte Kriterien referieren auf internale Faktoren, die nicht auf den ersten Blick direkt erkennbar sind. Dazu gehören Fähigkeiten, Einstellungen, Überzeugungen, Wünsche und Ziele.
Eine weitere wichtige Kategorisierung zur Messung von Homophilie wurde von Miller McPherson et al. eingeführt. Die Autoren unterscheiden zwischen Baseline-Homophilie und Inbreeding-Homophilie.
Baseline-Homophilie ist ein Maß für die Ähnlichkeit einer Gruppe, die durch Zufall ohne das Zutun der Mitglieder der Gruppe zu erwarten ist. Ein klassisches Beispiel ist die homogene Altersverteilung von Schulkindern in einer Klasse. Die Inbreeding-Homophilie ist ein Maß, das beschreibt, wie groß die Ähnlichkeit von Gruppen ist, die über die zufällig erwartete Ähnlichkeit hinausgeht.

## Vor- und Nachteile
Die Bildung homophiler Gruppen führt zu einer erleichterten Kommunikation innerhalb der Gruppe sowie zu erleichterter Koordination von Handlungen und Aktivitäten. Gleichzeitig kann es jedoch zu Prozessverlust innerhalb der Gruppe kommen, da die vielen ähnlichen Ansichten zu Gruppendenken führen können. Selektiver Informationsgewinn ist eines der möglichen Resultate.

## Netzwerkforschung
Das Konzept sozialer Homophilie gewinnt aktuell vor allem in der Netzwerkforschung an Bedeutung: Homophilie ist ein Organisationsprinzip, mit dessen Hilfe die Bildung von Gruppen, Organisationen oder Netzwerken sowohl herbeigeführt als auch analysiert werden kann.
Die Fokussierung richtet sich nicht nur auf die einzelnen Akteure – im Englischen Nodes genannt –, sondern insbesondere auch auf die zwischen ihnen bestehenden Beziehungen. Diese interpersonellen Beziehungen – auch Ties genannt – können wiederum kategorisiert und analysiert werden. Die Qualität und Quantität der Beziehungen entscheidet dabei, wie ausgeprägt der Grad an Homophilie zwischen den Personen und innerhalb des Gefüges ist. Beispiele für interpersonelle Beziehungen sind Freundschaften, Bekanntschaften, familiäre oder kollegiale Kontakte. Hat ein Akteur nicht nur eine, sondern gleich mehrere interpersonelle Beziehungen zu einem anderen Akteur, verstärkt sich der Grad an Homophilie. Die diversen Beziehungstypen können folglich aufsummiert werden und reichen somit von simplexen bis zu multiplexen Zuordnungen.
Das Homophilieprinzip bietet für die Netzwerkforschung neue und weitere Möglichkeiten. Es kann helfen, netzwerkbasierte Organisationsformen besser zu verstehen, und es kann bei der Optimierung ihrer Funktionalität dienlich sein.